# IC 1102
IC 1102 је спирална галаксија у сазвјежђу Дјевица која се налази на листи објеката дубоког неба у Индекс каталогу.
Деклинација објекта је + 4° 17' 38" а ректасцензија 15h 11m 4,9s. Привидна величина (магнитуда) објекта IC 1102 износи 14,3 а фотографска магнитуда 15,1. IC 1102 је још познат и под ознакама UGC 9754, MCG 1-39-0, MK 1395, CGCG 49-25, PGC 54188.